# Anthony Kiptoo
Anthony Kiptoo (19 de agosto de 1997) es un deportista de Kenia que compite en atletismo. Ganó una medalla de bronce en el Campeonato Mundial de Atletismo Sub-20 de 2016, en la prueba de 1500 m.